# Franciszek Hawranek
Franciszek Hawranek (ur. 9 marca 1919 w Tychach, zm. 17 września 1981 w Opolu) – polski historyk, profesor nauk humanistycznych, wicedyrektor Instytutu Śląskiego w Opolu, znawca dziejów Śląska.

## Życiorys
Uczył się w szkole ludowej w Szopienicach i Państwowym Gimnazjum Męskim im. Tadeusza Kościuszki w Mysłowicach, zaś maturę zdał w 1936 w Państwowym Liceum i Gimnazjum im. Księcia Jana Opolskiego w Tarnowskich Górach. Po odbytych w latach 1937–1939 studiach w Państwowym Pedagogium w Katowicach miał podjąć pracę nauczyciela, lecz przeszkodził temu wybuch II wojny światowej, w czasie której (1941) został wcielony do Wehrmachtu. Walczył najpierw na froncie wschodnim a pod koniec wojny w zachodnich Czechach, skąd trafił do amerykańskiego obozu jenieckiego.
Od 1945 pracował jako nauczyciel w szkole w Uszycach, zostając w latach 1949–1951 jej kierownikiem, a w latach 1951–1970 uczył historii w Liceum Ogólnokształcącym w Gorzowie Śląskim. W latach 1948–1951 odbył korespondencyjne studia w Instytucie Pedagogicznym Związku Nauczycielstwa Polskiego w Warszawie, zaś w latach 1958–1961 studiował eksternistycznie historię w Wyższej Szkole Pedagogicznej w Krakowie, uzyskując magisterium. Na podstawie rozprawy pt. Ruch komunistyczny na Górnym Śląsku w latach 1918–1921, napisanej pod kierunkiem prof. Kazimierza Popiołka, uzyskał w 1964 na Uniwersytecie Wrocławskim stopień doktora nauk humanistycznych (wyróżniona przez redakcję „Polityki”). W 1971 Rada Wydziału Filozoficzno-Historycznego Uniwersytetu Wrocławskiego nadała mu stopień naukowy doktora habilitowanego na podstawie rozprawy pt. Niemiecka socjaldemokracja w prowincji górnośląskiej w latach 1929–1933. W 1978 został profesorem nadzwyczajnym nauk humanistycznych.
W 1970 podjął pracę w Instytucie Śląskim w Opolu. Od 1972 otrzymał stanowisko docenta i został kierownikiem Zakładu Historii a w latach 1973–1974 i od 1975 do śmierci wicedyrektorem Instytutu Śląskiego. W 1971 został nauczycielem akademickim Wyższej Szkoły Pedagogicznej w Opolu, wykładając tam do 1977 historię Śląska. Kierował opolskim oddziałem Polskiego Towarzystwa Historycznego. Od 1977 był członkiem Komisji Historycznej a potem również wiceprezesem Oddziału Polskiej Akademii Nauk w Katowicach.
Wypromował pięciu doktorów nauk humanistycznych i recenzował 12 przewodów doktorskich. Był autorem ok. 300 publikacji, w tym 9 książek i 30 opracowań zwartych, których był redaktorem. W 1959 został współzałożycielem Stowarzyszenia Miłośników Ziemi Oleskiej, w którym w 1966 założył (zostając jego redaktorem) rocznik popularnonaukowy „Głos Olesna”. Od 1971 przez kilka lat redagował kwartalnik „Wczoraj, Dzisiaj, Jutro”, wydawany przez Opolskie Towarzystwo Kulturalno-Oświatowe i Wydział Kultury Wojewódzkiej Rady Narodowej w Opolu. Był członkiem kolegium redakcyjnego serii naukowych „Zeszyty Naukowe. Ruch Robotniczy na Śląsku Opolskim” (1968–1974) i „Klasa robotnicza na Śląsku” (od 1974), czasopism naukowych „Studia Śląskie” (od 1973), „Zaranie Śląskie” i „Z pola Walki” oraz Śląskiego słownika biograficznego (T. 1–3, Katowice 1977–1981).
Autor haseł w Polskim Słowniku Biograficznym i Słowniku biograficznym działaczy polskiego ruchu robotniczego.
Został odznaczony m.in. Krzyżem Kawalerskim Orderu Odrodzenia Polski.
Zmarł śmiercią tragiczną. Został pochowany na cmentarzu w Gorzowie Śląskim.

## Ważniejsze publikacje
- Ruch komunistyczny na Górnym Śląsku w latach 1918–1921, Wrocław 1966 (doktorat)
- Wypisy do dziejów Opolszczyzny, Katowice 1967 (opracowanie własne)
- Niemiecka socjaldemokracja w prowincji górnośląskiej w latach 1929–1933, Wrocław 1971 (habilitacja)
- Polityka Centrum w kwestii górnośląskiej po I wojnie światowej, Opole 1973 (monografia)
- Pięćdziesięciolecie powstań śląskich. Materiały z sesji naukowej zorganizowanej w 50 rocznicę III powstania śląskiego, Katowice – Opole 26-27 kwietnia 1971, Katowice 1973 (redaktor, wspólnie z Władysławem Zielińskim)
- Ludzie spod znaku Rodła. Biografie działaczy Związku Polaków w Niemczech na Śląsku Opolskim, Opole 1973 (redaktor, współautor)
- Twierdze polskości, Opole 1973 (redaktor zbioru)
- Ruch robotniczy na Śląsku Opolskim w latach 1918–1944, Opole 1974 (monografia)
- Związek Polaków w Niemczech. Materiały z sesji naukowej w 50 rocznicę powstania ZPwN, Opole 15 X 1972, Opole 1974 (redaktor materiałów)
- Opole. Monografia miasta, Opole 1975 (redaktor monografii, wspólnie z Władysławem Dziewulskim)
- Wypisy do dziejów miasta Opola, Opole 1975 (redaktor zbioru)
- Wypisy do dziejów Oleskiego, Opole 1975 (redaktor zbioru)
- Wypisy do dziejów raciborskiego, Opole 1975 (redaktor zbioru)
- Ze wspólnych walk niemieckiego i polskiego rewolucyjnego ruchu robotniczego w latach 1918–1939. Dokumenty i materiały, Opole, Berlin 1976 (wybór dokumentów)
- Polska i niemiecka socjaldemokracja na Górnym Śląsku w  latach 1890–1914, Opole 1977 (monografia)
- Szkice z dziejów Leśnicy, Opole 1977 (redaktor naukowy)
- Wspomnienia opolskich komunistów, Opole 1978 (wybór i opracowanie, wspólnie z Józefem Wendtem)
- Powstania śląskie i plebiscyt w dokumentach i pamiętnikach. Wybór tekstów, Opole 1980 (opracowanie)
- Dzieje Górnego Śląska w latach 1816–1947, Opole 1981 (redaktor monografii)
- Wypisy do dziejów ziemi namysłowskiej, Opole 1981 (redaktor)
- Encyklopedia powstań śląskich, Opole 1982 (dodruk: Opole 1983) (pomysłodawca, koordynator, redaktor, współautor)
- Dzieje ruchu robotniczego na Górnym Śląsku, Opole 1982 (redaktor monografii)
- Instytut Śląski w Opolu 1957–1982, Opole 1982 (redaktor, wspólnie z Bolesławem Reinerem)